# Afromorgus melancholicus
Afromorgus melancholicus is een keversoort uit de familie beenderknagers (Trogidae). De wetenschappelijke naam van de soort is voor het eerst geldig gepubliceerd in 1857 door Fahraeus.